# Bobby Collins
Robert Young Collins, detto Bobby (Glasgow, 16 febbraio 1931 – Leeds, 13 gennaio 2014) è stato un calciatore e allenatore di calcio scozzese, di ruolo attaccante.

## Palmarès

### Giocatore

#### Competizioni nazionali
- Campionato scozzese: 1

Celtic: 1953-1954
- Coppa di Scozia: 2

Celtic: 1950-1951, 1953-1954
- Coppa di Lega scozzese: 2

Celtic: 1956-1957, 1957-1958

### Individuale
- Giocatore dell'anno della FWA: 1

1965